# 川尻蓮
川尻 蓮（かわしり れん、1997年3月2日 - ）は、日本のアイドル。男性アイドルグループ・JO1のメンバーであり、パフォーマンスリーダー。福岡県福岡市出身。LAPONEエンタテインメント所属。
メンバーカラーは青。
愛称は「れんれん」、「れんちゃん」など。

## 略歴
1997年3月2日、福岡県生まれ。バックダンサー、ダンス講師として活動していた。
2019年、オーディション番組『PRODUCE 101 JAPAN』に出演。同番組のテーマソングである「ツカメ 〜It’s Coming〜」で、センターに選ばれる。最終順位は2位で、同番組から誕生するグループ「JO1」のメンバーに選ばれた。
2020年3月4日、JO1のメンバーとしてシングル『PROTOSTAR』でデビュー。

## 人物
- 趣味はゲーム、体を動かすこと、マジックとお笑いを見ること[7]、洋服のリメイク、料理。
- 乙種第4類危険物取扱者を保有している[8]。
- 座右の銘は「楽しむためには実力が必要だ」。『何かの漫画であった言葉で、すごい好きだったのでこれにしました』と語る[9]。
- 好きな食べ物はチョコレート、フルーツ、フレンチトースト。
- 苦手な食べ物は卵料理だがフレンチトーストは食べられるとのこと。
- 好きな漫画はワンピースとハイキュー!![10]。
- 目標としている人は山下智久、SEVENTEEN[9]。
- 高い表現力と隙のないダンススキル、メンバーを温かく見守る器の大きさを兼ね備えた人格者であり、グループの大黒柱的存在である[11]。
- グループのパフォーマンスリーダー（ダンスリーダー）として非常に重要な役割を担っている。例えばセカンドシングルの制作の際には、韓国から送られてきたダンス動画をまず川尻が見て、一人で全員分の動きを覚え、それをメンバーに教えていった[12]。
- メンバー全員でダンスの練習をする際には、川尻は一人一人の動きの遅れやズレが生じた箇所を全て覚えておき、後からそれをもう一度頭の中で逆再生、「（河野）純喜の1番のあそこさ、」というように指摘し一人一人の動きを修正、全員の動きを揃えている[12]。
- ダンサーになるために上京し、バックダンサーとしてアーティストの後ろで踊っている内に自分を見てほしいという気持ちが強くなり、アーティストを本格的に目指し始めた。ボイススクールにも通い、熱心にボイストレーニングに励んでいた[13]。
- 『PRODUCE 101 JAPAN』への参加のきっかけは、川尻が昔から教えていたダンスの女子生徒からの勧めであった。韓国の番組であったため、外見で韓国人に間違われることがあった川尻は縁を感じ、この番組への挑戦を決めた。またデビューが決まった後、その女子生徒に『教えてくれなかったら、僕はここにいないよ。本当に感謝してる』というメッセージを送った[14]。
- 事務所に所属しダンスや歌の練習を重ねた練習生が参加する韓国の『PRODUCE 101』シリーズと、無所属者のみが参加する日本版の『PRODUCE 101 JAPAN』の参加者のパフォーマンスのレベルが比較され、日本版の参加者には期待できないという声が上がっていることを知った川尻は、日本版の参加者全体のパフォーマンスレベルを底上げするため、オーディション期間中、ダンスが苦手な他の参加者一人一人にダンスを教えて回った[13]。
- JO1のメンバーの川西からは「チームとして信頼できる存在」、大平からは「いなければならない存在」、河野からは「人の心を読むのがすごい上手い」、豆原からは「とても色々なことを考えていて気を配る」、與那城からは「お菓子大好き」、佐藤からは「色々教えてくれるお兄さんみたいな感じの存在」、鶴房からは「白髪のダンサー」と評されている[15]。また、金城からは「申し分ないくらい全てがパーフェクト」[16]、白岩からは「パフォーマンスしてる時、めちゃくちゃカッコいい」[17]、木全からは「イタズラとゲームが好きで負けず嫌い。笑った時の目が可愛らしい」[18]と評されている。
- JO1のメンバーからゲームの強さ、頭の回転の早さ、記憶力の高さを評価され、JO1で一番頭が良い人に選ばれた[19]。
- 強心臓の持ち主で、緊張しないタイプ[20]である。絶叫系アトラクションも好きで、さらに肝試しの類いに参加しても一切動じず、全く怖がらない[21]。 お化け屋敷ではむしろ、「人がオドオドしているのが面白い」という。誰かが自分を驚かそうとしても、驚かしにきている過程を感じ取ることができるため、驚くことはないという[22]。

## ディスコグラフィ

### 参加楽曲

#### PRODUCE 101 JAPAN
| リリース日     | タイトル                              | 備考                                                                              |
| -------------- | ------------------------------------- | --------------------------------------------------------------------------------- |
| 2019年9月3日   | ツカメ〜It's Coming〜                 | 番組テーマ曲。『ツカメ〜It's Coming〜』に収録                                     |
| 2019年11月28日 | DOMINO                                | コンセプト課題曲。『PRODUCE 101 JAPAN - 35 Boys 5 Concepts』に収録。              |
| 2019年12月12日 | YOUNG                                 | デビュー評価課題曲および最終バラード課題曲。『PRODUCE 101 JAPAN - FINAL』に収録。 |
| 2019年12月12日 | さよなら青春 (PRODUCE 101 JAPAN ver.) | デビュー評価課題曲および最終バラード課題曲。『PRODUCE 101 JAPAN - FINAL』に収録。 |

## 出演

### ライブ・コンサート
- SMAP （2014年11月、ヤフオクドーム）サポートダンサー
- a-nation （2015年8月、ヤンマースタジアム）アクトダンサー
- DREAMS COME TRUE 『史上最強の移動遊園地 DREAMS COME TRUE WONDERLAND 2015』（2015年12月、ヤンマースタジアム）九州黒ドリ
- FTISLAND ファンミーティング「名探偵FT」（2017年2月、国際フォーラム、大阪グランキューブ、名古屋センチュリーホール）バックアップ
- チェ・ジョンフン from FTISLAND 1st Solo Fanmeeting in Japan ～フニの声、舞、描～（2017年8月、中野サンプラザ）バックアップ
- MYNAME「MYNAME LIVE 2017『MYNAME』～さよならからはじまるSTORY～ 」（2017年8月、国際フォーラム）バックアップ
- Wanna One 「MAMA2017」（2017年11月、横浜アリーナ）バックアップ
- 『WORLD WIDE』（2018年1月、2019年1月）TEE バックアップ、XOX バックアップ
- Lead 「Bumblebee」（2018年4月、サンシャイン池袋）バックアップ
- スカイピース「vazride」（2018年6月、豊洲pit）ダンスパフォーマンス出演
- Wanna One『ONE:THE WORLD IN TOKYO「kangaroo」』（2018年7月、幕張メッセ）バックアップ
- イ・ビョンホン「LBH tour 2018」（2018年8月、大阪フェスティバルホール、中野サンプラザホール）バックアップ
- 山下智久 「TOMOHISA YAMASHITA LIVE TOUR 2018 UNLEASHED -FEEL THE LOVE-」（2018年9月〜12月）ツアーダンサー
- スカイピース 「Dream Stage Welcome in SkyPeaceisen Party Time」（2018年12月）ツアーダンサー
- PENTAGON「The first Japan Zepp tour -Dear COSMO-」（2019年1月〜2月、東京公演、大阪公演）バックアップ

### 映画
- HIGH&LOW The Movie 2 end of sky（2017年5月）- ダンサーエキストラ[5]
- 半径1メートルの君 ～上を向いて歩こう～「本日は、お日柄もよく」（2021年2月）[23]

### ミュージックビデオ
- FlowBack『WE ARE!』（2017年7月）サポートダンサー[24]
- SEA『Player 2』（2018年6月）[25]
- 山下智久『Right moves』（2018年11月）[26]

### 配信番組
- PRODUCE 101 JAPAN（2019年9月〜12月、TBS系列、GYAO!）
- ショート・プログラム「近況」（2022年3月4日配信、Amazon Prime Video）- 杉井和彦 役[27]

## 振付

### アーティスト
- JO1「My Friends」（2020年）[28]
- JO1「ALL HOURS」（2022年）[29]
- JO1「YOLO-konde」（2022年）[30]
- DXTEEN「Sail Away」（2023年）[31]